# Arthur Poskanzer

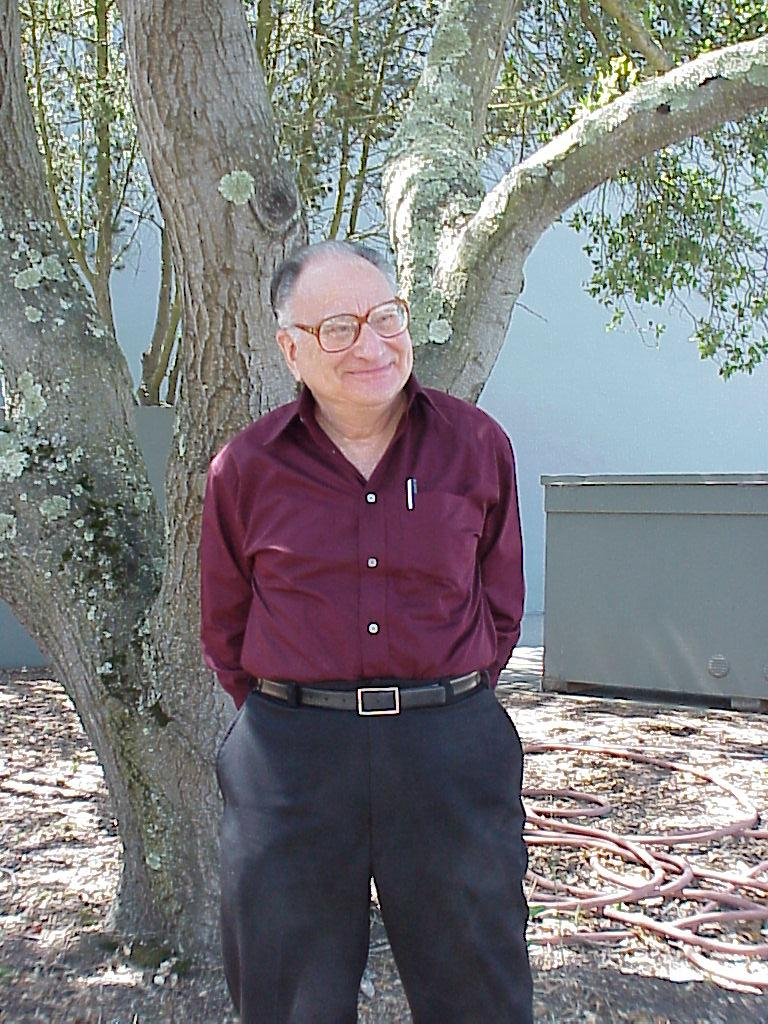
Arthur Poskanzer, 2001

Arthur M. Poskanzer (* 28. Juni 1931 in New York City; † 30. Juni 2021) war ein US-amerikanischer Experimentalphysiker, der sich mit Schwerionenphysik beschäftigte und mit der Untersuchung von instabilen Kernen weit vom Gleichgewicht.

## Leben und Werk
Poskanzer studierte Physik und Chemie an der Harvard University (Bachelor 1953) und der Columbia University
(Master-Abschluss 1954). 1957 promovierte er am Massachusetts Institute of Technology in Physikalischer Chemie. Ab 1957 war er Wissenschaftler am Brookhaven National Laboratory (als Chemiker) und ab 1966 am Lawrence Berkeley National Laboratory (LBL). Ab 1995 war er dort Distinguished Senior Scientist und 2001 emeritierte er.
Als wissenschaftlicher Direktor des Bevalac in Berkeley (1978/79) leistete er mit den dort ebenfalls tätigen deutschen Wissenschaftlern Hans Gutbrod und Reinhard Stock Pionierarbeit in der Entwicklung relativistischer Schwerionenbeschleuniger zur Untersuchung etwa von Kernmaterie hoher Dichte. Später setzte er die Arbeiten auch (mit anderen ehemaligen Mitgliedern der LBL-Gruppe wie Stock) am CERN fort (er war dort unter anderem bis 1989 stellvertretender Sprecher von NA 49). 1980 bis 1990 war er Ko-Leiter der Plastic Ball Group, einer Zusammenarbeit von LBL mit der GSI. Mit der Gruppe wurde der kollektive Fluss von Kernmaterie entdeckt. 1990 bis 1995 leitete er das Relativistic Nuclear Collision Programm am Lawrence Berkeley Lab und trieb die Beteiligung der LBL Gruppen am Star Experiment des Relativistic Heavy Ion Collider (RHIC) in Brookhaven National Laboratory. Dort entdeckte er mit anderen das Phänomen des elliptischen Flusses (elliptic flow) als Hinweis auf die Existenz eines Quark-Gluon-Plasmas.
1970/71 war er als Guggenheim Fellow an der Universität Paris-Süd in Orsay. Er war mehrfach am CERN (1979/80, 1986/87 und 1995/96).
2008 erhielt er den Tom-W.-Bonner-Preis für Kernphysik. Er ist Fellow der American Physical Society und der American Association for the Advancement of Science. Er erhielt den Preis für Kernchemie der American Chemical Society und den US Senior Scientist Alexander von Humboldt Award.
Er war seit 1954 verheiratet und Vater dreier Kinder.